# Louis Jean Gayault de Celon
Louis Jean Gayault de Celon, né le 4 janvier 1750 à Argenton (Indre), mort le 17 décembre 1819 à Bourges (Cher), est un général français de la Révolution et de l’Empire.

## États de service
Il entre en service le 7 juillet 1765, comme sous-lieutenant au régiment de Hainaut infanterie, il devient lieutenant le 11 mai 1769, et lieutenant de la maréchaussée de Nancy le 28 mars 1777.
Prévôt général de la maréchaussée le 27 avril 1778, il est nommé colonel le 18 mai 1791, à la 27e division de gendarmerie nationale. Il est promu maréchal de camp le 15 juillet 1792, en vertu de la loi du 29 avril 1792. Il est admis à la retraite le 1er août 1792, avec une pension de 3 000 livres.
Il meurt le 17 décembre 1819, à Bourges.

## Sources
- Georges Six, Dictionnaire biographique des généraux & amiraux français de la Révolution et de l'Empire (1792-1814), Paris : Librairie G. Saffroy, 1934, 2 vol., p. 492
- (en) « Generals Who Served in the French Army during the Period 1789 - 1814: Eberle to Exelmans »
- Marcel Bruneau, Les débuts de la Révolution dans les départements du Cher et de l'Indre: 1789-1791, Hachette, 1902, p. 51-53.
- Côte S.H.A.T.: 4 YD 3894